# Corrachiini
De Corrachiini vormen een tribus van de vlinderfamilie van de prachtvlinders (Riodinidae), onderfamilie Euselasiinae.

## Taxonomie
De Corrachiini omvat de volgende geslachten:
- Corrachia Schaus, 1913
- Styx Staudinger, 1876